# Salix perrieri
Salix perrieri är en videväxtart som beskrevs av André Leroy. Salix perrieri ingår i släktet viden, och familjen videväxter. Inga underarter finns listade i Catalogue of Life.